# 序曲 (3776の曲)
「序曲」（じょきょく）は、2014年6月22日に「心配のタネ」と同時リリースされた3776のシングル。2017年2月28日より、OTOTOYでハイレゾ配信が開始された。

## 解説
- トラック1の「序曲」は、2016年1月16日に渋谷TSUTAYA O-nestで開催されたワンマンライブ「3776ライヴにいかない理由があるとすれば」の最後を締めくくる曲となった[3]。
- トラック3の「さよなら小学生」は、後に3インチサイズのミニ・レコード「RSD3 DISC」の3枚組ボックスセットの1枚として発売された[4]。

## 収録曲
- 全作詞・作曲：石田彰

1. 序曲
2. みにきて！
3. さよなら小学生
4. ～みななろ劇場～『私は世界遺産』[Acting]
5. 序曲[Instrumental]
6. みにきて！[Instrumental]
7. さよなら小学生[Instrumental]